# Баран (Люблінське воєводство)
Баран (пол. Baran) — село в Польщі, у гміні Фірлей Любартівського повіту Люблінського воєводства.
Населення — 110 осіб (2011).

## Демографія
Демографічна структура станом на 31 березня 2011 року:
|          | Загалом | Допрацездатний вік | Працездатний вік | Постпрацездатний вік |
| -------- | ------- | ------------------ | ---------------- | -------------------- |
| Чоловіки | 49      | 10                 | 32               | 7                    |
| Жінки    | 61      | 13                 | 29               | 19                   |
| Разом    | 110     | 23                 | 61               | 26                   |